# گربه وحشی آسیایی
گربهٔ وحشی آسیایی (نام علمی: Felis lybica ornata)، یک زیرگونه از گربه‌وحشی آفریقایی است که از شرق دریای خزر تا شمال قزاقستان، غرب هند، غرب چین و جنوب مغولستان پراکندگی دارد. این گربه‌سان، همچنین با نام‌های گربه وحشی استپی آسیایی و گربه بیابانی هندی نیز شناخته می‌شود. گربه‌های وحشی به‌طور عمومی، در وضعیت کمترین نگرانی در فهرست سرخ آی.یو.سی.ان قرار دارند اما هیچ اطلاعاتی در مورد وضعیت فعلی یا تعداد جمعیت گربه‌های وحشی آسیایی وجود ندارد، اما تصور می‌شود که جمعیت آن‌ها در حال کاهش است.

## ویژگی‌ها
خز گربهٔ وحشی آسیایی به رنگ خاکی روشن است و لکه‌های گرد کوچک، بخش پشتی بدن را پوشانده‌است. دُم این جانور بسیار نازک به‌نظر می‌رسد، زیرا موهای آن کوتاه و نزدیک به هم هستند. موهای این جانور در امتداد ستون فقرات معمولاً تیره‌تر هستند و یک نوار خاکستری تیره و قهوه‌ای را تشکیل می‌دهند. ران‌ها به‌طور مشخص راه‌راه هستند. سطح زیرین بدن، مایل به سفید، با رنگ خاکستری روشن، کرمی یا زرد کم‌رنگ است. لکه‌های روی سینه و شکم بسیار بزرگ‌تر و تارتر از پشت هستند. قسمت پایینی گردن، گلو و ناحیه بین پاهای جلویی فاقد لکه و نقش هستند و دم بیشتر به رنگ پشت جانور است. انتهای دُم، سیاه است و دو تا پنج حلقهٔ عرضی سیاه در بالای آن قرار دارد. ناحیهٔ صورت به رنگ خاکستری پُررنگ است و بالای سر با یک پوشش خاکستری تیره پوشیده شده‌است. در برخی از نمونه‌ها، یک نوار باریک و قهوه‌ای تیره از گوشه چشم تا انتهای گوش امتداد دارد.
گربه وحشی آسیایی دارای دُمی بلند و باریک است که همیشه نوک سیاه و کوتاهی دارد و در ابتدای آن لکه‌هایی دیده می‌شود. پیشانی دارای الگوی چهار نوار مشکی توسعه یافته‌است. از نوک هر گوش یک دسته موی کوچک اما مشخص، تا یک سانتی‌متر رشد می‌کند. نمونه‌های کم‌رنگ‌تر گربهٔ وحشی آسیایی در نواحی خشک‌تر و نمونه‌های تیره‌تر، خال‌دار و راه‌راه‌تر، در مناطق مرطوب و جنگلی دیده می‌شوند. اندازه و طول خز، بسته به سن حیوان و فصل سال می‌تواند متفاوت باشد. در مقایسه با گربه خانگی، گربه‌های وحشی آسیایی، پاهای نسبتاً بلندتری دارند و نرها عموماً سنگین‌تر و بزرگ‌تر از ماده‌ها هستند.
در پاکستان و هند، گربه‌های وحشی آسیایی دارای پوشش زرد و شنی کم‌رنگ هستند که با لکه‌های کوچکی مشخص شده‌اند. گربه‌های وحشی آسیای مرکزی رنگ پس‌زمینهٔ زرد متمایل به خاکستری یا قرمز بیشتری دارند که با لکه‌های کوچک سیاه یا قرمز مایل به قهوه‌ای، مشخص می‌شود. این لکه‌ها گاهی، به‌ویژه در آسیای مرکزی، در شرق کوه‌های تین شان، به صورت نوارهایی در هم می‌آمیزند.
گربه وحشی آسیایی، حدود ۳–۴ کیلوگرم (۶٫۶–۸٫۸ پوند) وزن دارد.

## پراکندگی و زیستگاه‌ها

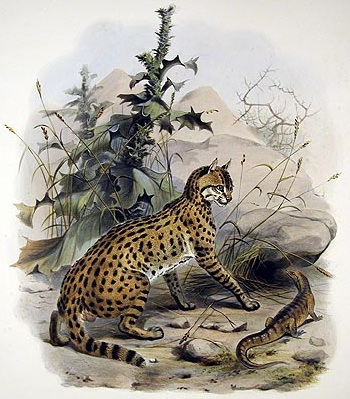
نقاشی گربه وحشی آسیایی اثر Daniel Giraud Elliot

قفقاز منطقهٔ انتقالی و رابط بین گربه‌وحشی اروپایی در شمال و غرب و گربه وحشی آسیایی در جنوب و شرق است. در این منطقه، گربه وحشی اروپایی در جنگل‌های کوهستانی و گربه وحشی آسیایی در مناطق کم‌ارتفاع بیابانی و نیمه بیابانی مجاور دریای خزر پراکندگی دارند. آن‌ها معمولاً در مجاورت منابع آب زندگی می‌کنند اما می‌توانند در تمام طول سال در بیابان‌های خشک و بی‌آب نیز زندگی کنند. ارتفاع زیست این جانور، از ۲٬۰۰۰ تا ۳٬۰۰۰ متر (۶٬۶۰۰ تا ۹٬۸۰۰ فوت) متغیر است.
در ایران، حضور گربه وحشی آسیایی، در دشت‌های خشک، جنگل‌های سبز، مناطق ساحلی و کوه‌ها ثبت شده، اما در ارتفاعات بسیار بالا و کویرها مشاهده نشده‌اند.
در افغانستان، گربه وحشی آسیایی تا پیش از سال ۱۹۷۳ در کوه‌های مرکزی هزاره‌جات و مناطق استپی، اطراف گذرگاه شیبر و هرات، و در ولایت بامیان ثبت شده‌است.
در دهه‌های گذشته در هند، گربه وحشی آسیایی در بیابان تار زندگی می‌کرد. اما در فاصلهٔ سال‌های ۱۹۹۹ تا ۲۰۰۶، تنها ۴ مورد از مشاهدهٔ این جانور در آن منطقه، گزارش شده‌است. این گربه در جنگل‌های مادیا پرادش و میرزاپور نیز مشاهده و ثبت شده‌است.
در دهه ۱۹۹۰، گربه‌های وحشی در مناطق پست قزاقستان رایج و جمعیت ثابتی گزارش شد. در جمهوری آذربایجان اما کاهش قابل توجهی از محدودهٔ زیست این جانور گزارش شده‌است.
در چین، گربه وحشی آسیایی در سین‌کیانگ، چینگهای، گانسو، نینگ‌شیا، شاآنشی و مغولستان داخلی پراکندگی دارد. تا پیش از سال ۱۹۵۰، این گربه فراوان‌ترین گربه در سین‌کیانگ بود که در امتداد تمام سیستم‌های اصلی حوضه رودخانه و صحرای تکله‌مکان زندگی می‌کرد، اما بعداً فقط به سه منطقه از جنوب سین‌کیانگ، یعنی ولایت خودگردان بایینغولین مغول، منطقه آق‌سو و ولایت ختن محدود شد. جمعیت این گونه در زیستگاه‌های طبیعی خود در منطقه صحرای سین‌کیانگ چین، عمدتاً به دلیل شکار بیش از حد برای تجارت پوست و همچنین به‌دلیل کوچک شدن زیستگاه آن‌ها به‌دلیل کشاورزی گسترده، اکتشاف نفت و گاز و استفاده بیش از حد از آفت‌کش‌ها، به‌شدت، رو به کاهش است.

## بوم‌شناسی و رفتار
گربه‌های وحشی آسیایی اغلب در طول روز مشاهده می‌شوند. آن‌ها اغلب از شکاف‌های سنگی یا گودال‌های حفر شده توسط حیوانات دیگر استفاده می‌کنند.

### رژیم غذایی
گربه‌های وحشی آسیایی با توجه به محل زندگی، از طعمه‌های متفاوتی تغذیه می‌کند. جرد بزرگ، ول افغانی، سنجاب زمینی، خرگوش‌ها، پرندگان کوچک، ماکیان، مارمولک‌ها، سوسک‌ها، ملخ‌ها، نمونه‌هایی از طعمه‌های مورد تغذیهٔ این جانور هستند. آن‌ها همچنین از تخم پرندگان زمینی نیز تغذیه کرده و در حال کشتن مارهای کبرا، گرزه‌مارها، بوآهای شنی، گکوها، عقرب‌ها و قاب‌بالان مشاهده شده‌اند.

## تهدیدها

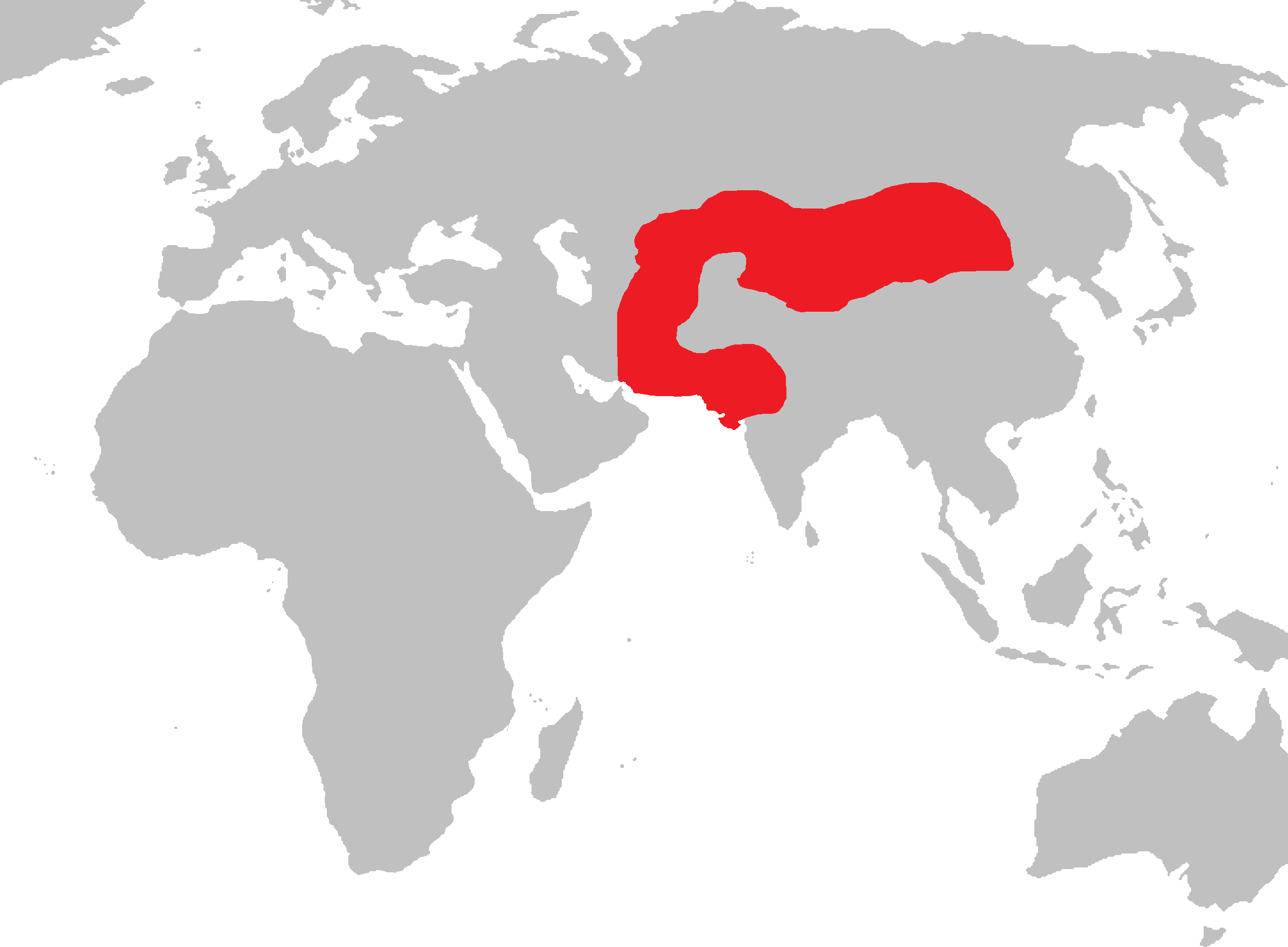
مناطق زندگی گربه وحشی آسیایی

گربه‌های وحشی آسیایی ماده، اغلب با نرهای اهلی جفت می‌شوند و فرزندان دورگه اغلب در نزدیکی روستاهایی که ماده‌های وحشی زندگی می‌کنند یافت می‌شوند. در دهه‌های گذشته، آن‌ها به‌طور گسترده‌ای در افغانستان شکار شده‌اند. در سال ۱۹۷۷ بیش از ۱۲۰۰ پوستین و سایر محصولات تولید شده از پوست این گربه‌ها در بازارهای کابل به نمایش گذاشته شده‌است.

## حفاظت
نام این جانور در ضمیمه معاهدهٔ سایتس گنجانده شده‌است. در افغانستان نیز، این گونه به‌طور قانونی حفاظت می‌شود. این جانور، در سال ۲۰۰۹ در اولین فهرست گونه‌های حفاظت‌شدهٔ این کشور قرار گرفت و شکار و تجارت آن در افغانستان، ممنوع شد.